# Professor Rostgardianus
Professor Rostgardianus var i flere år betegnelsen for et professorat i nordisk historie og oldsager (antikviteter) ved Københavns Universitet. Navnet kom af, at stillingen var lønnet med midler fra et legat oprettet ved Frederik Rostgaards død efter bestemmelserne i hans testamente af 18. juni 1736. Der gik imidlertid en række år fra Rostgaards død indtil midlerne var forrentet tilstrækkeligt til at finansiere en professor.
Embedet var besat af følgende personer (med deres periode i stillingen angivet):
1. Hans Mathias Velschow 28. februar 1835- 8. juli 1862
2. Carl Ferdinand Allen 17. august 1862- 27. december 1871
3. Caspar Paludan-Müller 29. juni 1872- 1. juni 1882
4. Johannes Steenstrup 23. september 1882- 31. januar 1917
5. Aage Friis 1. februar 1917- 30. september 1935
6. Erik Arup 1. oktober 1935- 31. januar 1947

Herefter blev stillingen ikke besat. Der blev i stedet oprettet et ordinært professorat i historie, som Aksel E. Christensen overtog 1. april 1948.